# اچ‌ام‌اس کوالیتی (جی۶۲)
اچ‌ام‌اس کوالیتی (جی۶۲) (به انگلیسی: HMS Quality (G62)) یک کشتی بود که طول آن ۳۵۸ فوت ۳ اینچ (۱۰۹٫۱۹ متر) بود. این کشتی در سال ۱۹۴۲ ساخته شد.